# 長崎市立高等女学校

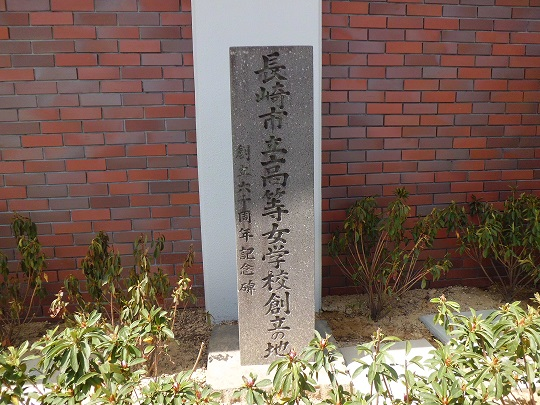
長崎市立高等女学校創立の地を表す碑
（長崎市立上長崎小学校正門そば）

長崎市立高等女学校（ながさきしりつこうとうじょがっこう）は、大正期、長崎県長崎市に設立された旧制の高等女学校。
長崎県立長崎東高等学校、長崎県立長崎西高等学校の前身の1つである。

## 概要
設立の経緯
大正時代前半、長崎市内の女子中等学校は、長崎県立長崎高等女学校、活水女学院（現活水中学校・高等学校）、鶴鳴女学校（現長崎女子高等学校）、玉木女学校（現長崎玉成高等学校）などと少なく、入学希望者は毎年増加し、募集人員の3.4倍に上り入学難であったため、学校増設の機運が高まった。
校訓
校章
校歌
作詞は葛原しげる、作曲は弘田龍太郎による。3番まであり、各番とも「我らの学舎 教えは尊（とうと）」で終わる。

## 沿革
- 1922年（大正11年）4月8日  - 下西山町[3]の西山女児高等小学校校舎の一部を使用し「長崎市立高等女学校」が開校。生徒数150名。
- 1924年（大正13年） 3月 - 西山女児高等小学校の廃校に伴い、全校舎が長崎市立高等女学校に充てられる。
- 1938年（昭和13年）
  - 9月 - 長崎県師範学校の西浦上移転に伴い、その跡地（現長崎市立桜馬場中学校）に移転。
  - 11月1日 - 桜ヶ丘幼稚園の長崎市移管に伴い、長崎市立高等女学校校長が園長を兼任。
- 1945年（昭和20年）
  - 8月9日 - 長崎市に原爆が投下される。
  - 9月1日 - 原爆投下直後の火災で校舎が焼失した長崎女子商業学校（現長崎女子商業高等学校）が市立高等女学校校舎を間借りして授業を再開。
- 1947年（昭和22年）4月1日 - 学制改革（六・三制の実施）が行われる。
  - 高等女学校の生徒募集を停止（新入生（1年生）不在）。
  - 新制中学校を併設し（名称:長崎市立高等女学校併設中学校、以下:併設中学校）、高等女学校1・2年修了者を新制中学校2・3年生として収容。
    - 長崎市立高等女学校併設中学校としては新たに生徒募集は行われず、在校生が2・3年生のみの中学校であった。

  - 上記の併設中学校とは別に長崎市立桜馬場中学校（新制中学校）を併設し、1年生が入学。
  - 高等女学校3年修了者はそのまま高等女学校に在籍し、4年生となった。
- 1948年（昭和23年）
  - 4月1日 - 学制改革（六・三・三制の実施）に伴い、高等女学校が廃止され、新制高等学校「長崎市立女子高等学校」が発足。
    - 高等女学校卒業生（4年以上修了者）を新制高校2・3年生、併設中学校卒業生（3年修了者）を新制高校1年生として収容。
    - 併設中学校は新制高校に継承され（名称:長崎市立女子高等学校併設中学校）、在校生が1946年（昭和21年）に高等女学校へ最後に入学した3年生のみとなる。

  - 11月 - GHQ派遣のニブロ教育官勧告を受け、他3校[4]と統合・分離の上、「長崎県立長崎東高等学校」と「長崎県立長崎西高等学校」が開校。
    - 併設中学校も統合され、「長崎県立長崎東・西高等学校併設中学校」として桜馬場校舎（旧・長崎市立高等女学校）1ヶ所にまとめられる。
    - 西山校舎（旧・長崎県立長崎高等女学校）が長崎県立長崎東高等学校の校舎にあてられる。
    - 鳴滝校舎（旧・長崎県立長崎中学校）が長崎県立長崎西高等学校の校舎にあてられる。
- 1949年（昭和24年）3月31日 - 長崎県立長崎東・西高等学校併設中学校が廃止される。施設等をすべて長崎市立桜馬場中学校に移管。
- 1982年（昭和57年）- 創立60周年を記念し、同窓会により創立の地である西山（現長崎市立上長崎小学校）に「長崎市立高等女学校創立の地」碑が建立される。